# Teodora Staugaitienė
Teodora Staugaitienė (* 15. Juni 1945 in Smalinė, Rajongemeinde Vilnius) ist eine litauische Juristin, ehemalige Richterin am Verfassungsgericht und am Obersten Gericht Litauens.

## Leben
Staugaitienė studierte bis 1968 an der Universität Vilnius Jura. Von 1970 bis 1979 war sie Richterin des Kreisgericht Vilnius, danach Gerichtsvorsitzende, von 1982 bis 1993 Richterin der Abteilung für Zivilsachen des Litauischen Obersten Gerichts, von 1993 bis 2002 Richterin am Litauischen Verfassungsgericht, von 2002 bis 2007 Richterin des Obersten Gerichts, Senatsmitglied.
Sie spricht deutsch, polnisch und russisch.

## Auszeichnungen
- Orden des litauischen Großfürsten Gediminas 4. Klasse, 2003